# Begonia rhodochaeta
Espèce
Begonia rhodochaeta est une espèce de plantes de la famille des Begoniaceae.
Elle a été décrite en 2009 par Sang Julia et Ruth Kiew (1946-…).